# 中土大陸半獸人列表
本列表列出了英國作家托爾金筆下奇幻世界中土大陸裡的半獸人角色。

## 角色

### 阿索格
阿索格（Azog）是第三紀元時期摩瑞亞的半獸人國王，他最早在《哈比人》裡被甘道夫簡單提及，《魔戒》的附錄交代了更多有關他的事蹟。
他在第三紀元殺死了試圖進入摩瑞亞的矮人國王索爾，而引發了所有矮人對半獸人的仇很，使長達數年的矮人與半獸人戰爭爆發。在阿薩努比薩之戰中，阿索格殺死了那爾，但他隨後被那爾的兒子丹恩·鐵足所殺。
在彼得·傑克森的《哈比人電影系列》中，他由紐西蘭演員馬努·貝內特所飾演。

### 博爾多格
博爾多格（Boldog ）是第一紀元時期安格班的一個半獸人領袖，被派往進攻多瑞亞斯。

### 波格
波格（Bolg）是在《哈比人》中登場的半獸人，在他的父親阿索格在矮人與半獸人戰爭中喪生後，接任成為迷霧山脈的半獸人國王。第三紀元2941年他帶領半獸人大軍攻打孤山，最後在五軍之戰中為換皮人比翁所殺。
在傑克森的哈比人電影裡，先後由柯南·史蒂文斯、劳伦斯·马克奥雷和約翰·圓伊飾演此角。

### 高爾夫裘

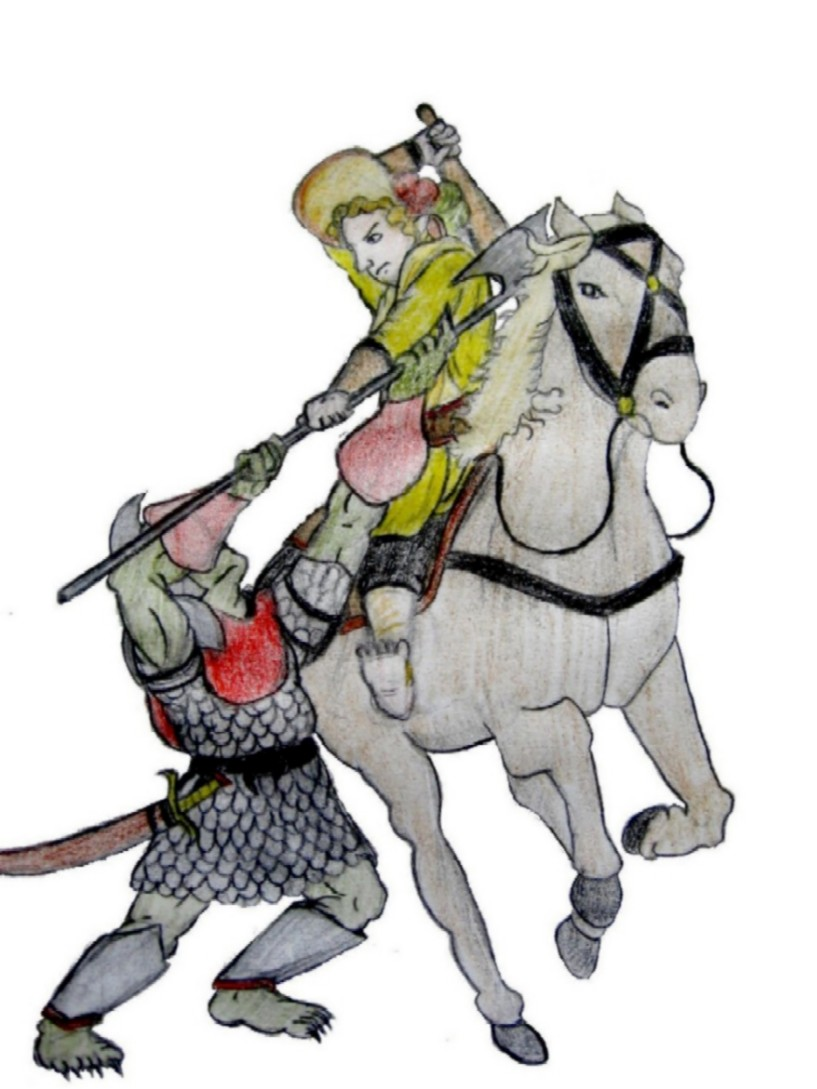
哈比人班多拉斯·圖克正揮棒打向高爾夫裘。

高爾夫裘（Golfimbul）是格蘭山（Mount Gram）半獸人的首領，他於第三紀元2747年帶領手下入侵夏爾，在綠原之戰中被以班多拉斯·圖克為首的哈比人擊敗；高爾夫裘的頭被一棍打飛、落進兔子洞中，根據哈比人的民間傳說，這就是「高爾夫球」的起源。

### 哥巴葛
哥巴葛（Gorbag ）是米那斯魔窟半獸人小隊的隊長。魔戒聖戰期間，他奉命前往魔窟谷上方巡邏，並和當地西力斯昂哥塔的另一個半獸人隊長夏格拉會合，他們隨即發現了被屍羅蛛網包裹、失去知覺的佛羅多。在把佛羅多抬進西力斯昂哥塔內後，哥巴葛為了佔有秘銀甲而和夏格拉爆發了激烈的爭吵，他們兩人的手下也隨之開始自相殘殺，在爭鬥中試圖偷襲夏格拉的哥巴葛為對方所殺。
在傑克森的《魔戒電影三部曲》中，哥巴葛由史蒂芬·尤爾飾演。

### 哥布林王
哥布林王（The Great Goblin）是第三紀元時期居住於迷霧山脈地底的哥布林國王，小說《哈比人》中他的手下捕獲了比爾博和十三矮人隊伍，並把他們帶到哥布林鎮內，當哥布林王得知了索林所持有的獸咬劍在遠古時期曾殺死許多半獸人後，他憤怒地要將索林殺死，但隨即被趕到救援的巫師甘道夫所殺。在傑克森的《哈比人：意外旅程》電影裡，由巴里·漢弗萊斯為此角配音。

### 葛力斯那克
葛力斯那克（Grishnákh ）是魔多半獸人的一個小隊長，他帶領手下在洛汗平原上和薩魯曼部下的強獸人部隊接頭。在未能說服強獸人隊長烏骨陸將俘獲的梅里與皮聘帶到魔多後，葛力斯那克帶著手下與強獸人部隊同行，並在洛汗軍隊襲擊強獸人部隊的當日夜裡偷偷將兩名哈比人帶到法貢森林內，逼問至尊魔戒的下落，正在這時他被一名洛汗騎士殺死。
在傑克森的電影裡，葛力斯那克由史蒂芬·尤爾飾演。

### 拉格夫
拉格夫（Lagduf ）是駐守西力斯昂哥塔的半獸人之一，在半獸人爭奪佛羅多秘銀甲的內鬥當中，他與馬斯蓋許一同被弓箭射殺。

### Lugdush
Lugdush是薩魯曼部下的強獸人之一，也是烏骨陸所信任的下屬。在電影《魔戒二部曲：雙城奇謀》中，Lugdush是聞到人肉味道而警告其他人的那個強獸人。

### 毛赫
毛赫（Mauhúr）是艾辛格的強獸人部隊隊長，被派來援助烏骨陸，在法貢森林邊緣他的部下就被洛汗軍隊圍剿，全數被殺，最終未能成功與烏骨陸的部隊會合。而在傑克森的電影改編中，毛赫一直都與烏骨陸的部隊同行，他最後和其他強獸人一樣在法貢森林邊緣被洛汗軍隊所殺，次日亞拉岡等人到達現場時，見到他的首級被插在木樁上。

### 馬斯蓋許
馬斯蓋許（Muzgash）是駐守西力斯昂哥塔的半獸人之一，在半獸人爭奪佛羅多秘銀甲的內鬥中，他與拉格夫一同被弓箭射殺。

### 瑞德伯
瑞德伯（Radbug ）是駐守西力斯昂哥塔的半獸人之一，他在半獸人為爭奪佛羅多秘銀甲而引起的內鬥中被殺死。

### 夏格拉
夏格拉（Shagrat）是西力斯昂哥塔半獸人的隊長，他和米那斯魔窟的半獸人隊長哥巴葛在之前早就認識了。他們兩人在屍羅巢穴旁發現了昏迷不醒的佛羅多，並將其帶到西力斯昂哥塔上。當他們正在審問佛羅多時，為了爭奪秘銀甲的所有權而引起爭吵，他們各自的半獸人手下也一同爆發了內鬥，最後幾乎塔內所有的半獸人都死在這場爭鬥中。夏格拉殺死了受傷的哥巴葛，並帶著秘銀甲離去。
在傑克森的電影改編，由彼得·泰特（Peter Tait）飾演的夏格拉被描繪成一個高大的魔多強獸人，他向哥巴葛宣稱佛羅多的秘銀甲是自己的。在半獸人之間爆發內鬥後，夏格拉避開了山姆·詹吉，最終將秘銀甲交給了邪黑塔。

### 史那加
史那加（Snaga）意為「奴隸」，並非人名，常被強獸人用來稱呼體型較小的半獸人。在《王者再臨》書中西力斯昂哥塔的其中一個半獸人就被稱作史那加，他是夏格拉的部下，在鞭打佛羅多過程中為山姆·詹吉殺死。
在傑克森的電影《魔戒二部曲：雙城奇謀》中，史那加的名字被用於稱作葛力斯那克的一名手下，他堅持要吃掉梅里與皮聘，但最後被烏骨陸所斬首，並讓其他人分食他的肉。他由傑德·布羅菲飾演，安迪·瑟金斯配音。

### 烏夫塔克
烏夫塔克（Ufthak）是駐守西力斯昂哥塔的半獸人之一，夏格拉的部下，他不慎為巨蜘蛛屍羅所抓住，被吊掛在屍羅的巢穴內。然而發現烏夫塔克被困住的其他半獸人同伴並沒有營救他的意思，因為這些半獸人覺得他的處境很好笑，也並不想干涉屍羅的事務。

### 烏骨陸
烏骨陸（Uglúk），艾辛格強獸人部隊的隊長，他在阿蒙漢與來自魔多和摩瑞亞的半獸人會合，一同襲擊了魔戒遠征隊，並俘虜了梅里與皮聘。烏骨陸所領導的強獸人部隊非常有紀律，他堅持要將兩名哈比人帶到艾辛格去，並殺死了幾個有異議的摩瑞亞半獸人。在前往艾辛格途中，烏骨陸的這支強獸人小隊被伊歐墨帶領的洛汗軍隊一路追擊，最後在法貢森林邊緣遭到圍剿，伊歐墨親手殺死了烏骨陸。
在傑克森的電影改編裡，最初強獸人部隊的隊長是路茲（Lúrtz），直到盧茲在阿蒙漢被亞拉岡殺死後，由納撒尼爾·李斯飾演的烏骨陸才接管了強獸人部隊。在葛力斯那克和他的半獸人手下想要吃掉梅里與皮聘的時候，烏骨陸阻止了他們，並殺死一個半獸人史那加讓其他人分食。

## 族群

### 強獸人
強獸人是索倫與薩魯曼製造出來的新物種，各方面都比半獸人優勝，殺傷力也更為強大。在艾辛格和魔多都有強獸人。

### 魔多半獸人
摩多半獸人是指居住在魔多的半獸人，為索倫在魔戒聖戰時期的主力部隊，他們以血紅之眼為標誌。

### 摩瑞亞半獸人
摩瑞亞半獸人是指佔據矮人王國摩瑞亞的半獸人，阿索格曾是他們的領袖，阿薩努比薩之戰時大多的半獸人都被殺。後來摩瑞亞重新被半獸人所佔據，他們向回到摩瑞亞的巴林等矮人發動攻擊，最後將其全殲。魔戒遠征隊路過摩瑞亞時也遭到半獸人攻擊，有一隊半獸人離開摩瑞亞一路追趕遠征隊，最終在羅斯洛立安被精靈所殲滅。
在傑克森的電影《魔戒首部曲：魔戒現身》裡，摩瑞亞半獸人個子比一般半獸人還要矮小，懂得攀爬天花板和柱子。他們對於炎魔既畏懼又崇拜。

### 剛達巴半獸人
剛達巴半獸人是指居住在迷霧山脈北端剛達巴山的半獸人，安格馬的半獸人在第三紀元以剛達巴為首都。五軍之戰中攻擊孤山的半獸人就是來自於剛達巴。
在傑克森的哈比人電影裡，剛達巴半獸人比一般半獸人更加強壯。在第三部《哈比人：五軍之戰》中，剛達巴半獸人軍隊分為穿鐵甲的裝甲士兵和狂戰士。

## 延伸閱讀
- 克理斯·史密斯. . 臺北: 奇幻基地. 2003年12月. ISBN 986-7576-12-8.
- 裘德·費雪 著, 朱學恆 譯. . 臺北: 聯經. 2002年1月. ISBN 957-08-2346-1.

## 外部連結
- 中土大陸的半獸人在阿爾達百科全書上的條目（英文）
- 中土大陸的半獸人在The Thain's Book（英文）